# 加藤保太郎
加藤 保太郎（かとう やすたろう、明治19年（1886年）9月11日 - 昭和43年（1968年）8月19日）は大日本帝国陸軍の軍人。最終階級は陸軍少将。
滋賀県犬上郡豊郷村四十九院の農家、加藤甚弥・ふさの次男に生まれ、苦学して彦根中学卒業後、陸軍軍人となる。陸士同期に石原莞爾、飯村穣、陸大同期に井出宣時、町尻量基、後宮淳、牟田口廉也らがいる。「先入主に陥らぬこと」を旨とし、一貫して英米との協調路線を説いた。

## 略歴
- 1909年(明治42年)7月 - 陸軍士官学校卒業（21期）
- 1909年(明治42年)12月 - 陸軍歩兵少尉・歩兵第53連隊附
- 1913年(大正2年)2月 - 陸軍歩兵中尉
- 1913年(大正2年)12月 - 奈良連隊区司令部付
- 1914年(大正3年)12月 - 陸軍大学校入学
- 1917年(大正6年)12月 - 陸軍大学校卒業(29期)
- 1918年(大正7年)9月 - 第一鉄道線区司令部部員、釜山、奉天、長春に出張
- 1919年(大正8年)4月 - 歩兵第53連隊中隊長職務心得
- 1919年(大正8年)7月 - 陸軍歩兵大尉
- 1919年(大正8年)9月 - 野戦交通部部員
- 1919年(大正8年)11月 - ウスリー支部付(ウラジオストク)
- 1920年(大正9年)7月 - 歩兵第52連隊付
- 1921年(大正10年)3月 - 陸軍士官学校本科教官
- 1923年(大正12年)8月 - 澎湖島要塞参謀
- 1924年(大正13年)12月 - 兼馬公要港部参謀
- 1925年(大正14年)3月 - 陸軍歩兵少佐
- 1927年(昭和2年)3月 - 歩兵第12連隊大隊長(丸亀)
- 1929年(昭和3年)3月16日 - 陸軍歩兵中佐 同日 近衛歩兵第3連隊付成城高等学校服務
- 1932年(昭和7年)8月8日 - 歩兵第20連隊付(福知山)
- 1934年(昭和9年)3月5日 - 陸軍歩兵大佐 同日 第12師団司令部付九州帝国大学服務
- 1936年(昭和11年)3月7日 - 山口連隊区司令官
- 1938年(昭和13年)3月1日 - 陸軍少将・待命
- 1938年(昭和13年)3月25日 - 予備役
- 1947年（昭和22年）11月28日 - 公職追放仮指定[1]

## 栄典
位階
- 1910年（明治43年）2月21日 - 正八位[2]
- 1913年（大正2年）4月21日 - 従七位[3]
- 1918年（大正7年）5月20日 - 正七位[4]
- 1923年（大正12年）7月31日 - 従六位[5]
- 1928年（昭和3年）9月1日 - 正六位[6]

勲章等
- 1940年（昭和15年）8月15日 - 紀元二千六百年祝典記念章[7]